# Зайцев, Владимир Дмитриевич
Владимир Дмитриевич Зайцев (род. 26 июня 1989 года) — российский пловец в ластах, заслуженный мастер спорта России.

## Карьера
Тренируется в Новосибирске у А. М. Салмина.
Бронзовый призёр чемпионата мира, двукратный победитель Кубка мира, чемпион Европы, двукратный чемпион России.